# 45509 Robertward
45509 Robertward è un asteroide della fascia principale. Scoperto nel 2000, presenta un'orbita caratterizzata da un semiasse maggiore pari a 2,7011415 au e da un'eccentricità di 0,0971453, inclinata di 11,75677° rispetto all'eclittica.